# La Duchesse et le Roturier
La Duchesse et le Roturier est un roman de Michel Tremblay paru en 1982.
Il s'agit du troisième tome des Chroniques du Plateau Mont-Royal.

## Résumé
(octobre 2021).
Pendant les mois de janvier et février de l'hiver rigoureux de 1947, à Montréal, l'activité des théâtres populaires, dont le National, bat son plein. En assistant aux spectacles hilarants de La Poune et de Juliette Petrie, Édouard cherche à oublier son emploi médiocre de vendeur de souliers sur l'avenue du Mont-Royal. Il peut alors rêver du jour où il deviendra un artiste adulé comme travesti reconnu pour ses remarquables imitations d’actrices et de chanteuses en vogue. Il peut rêver du jour où il sera un homosexuel vivant librement son orientation. Pendant ce temps, dans sa famille, rue Fabre, son neveu Marcel, 9 ans, continue de vivre dans un monde imaginaire qui entre de plus en plus en conflit avec la réalité.
Pourtant très différents, Édouard et Marcel sont en quête d'un bonheur issu de l'illusion que chacun à sa manière tentera de concrétiser.

## Prix
- Prix Québec-Paris 1984 pour La Duchesse et le Roturier et Des nouvelles d'Édouard